# Schorvert
Schovert is een buurtschap in de gemeente Boxtel in de Nederlandse provincie Noord-Brabant. Het ligt ten noordwesten van Esch.

## Geschiedenis
Tot en met 31 december 2020 behoorde Schorvert tot de gemeente Haaren die met een gemeentelijke herindeling werd opgeheven.
Dorpen: Boxtel · Esch · Lennisheuvel · Liempde

Buurtschappen en gehuchten: Den Berg · Hal · Heult · Hezelaar · Kasteren · Kinderbos · Kleinder-Liempde · Langenberg · Luissel · Nergena · Roond · Schorvert · Selissen · Tongeren · De Vorst · Vrilkhoven

Noord-Brabant: Steden en dorpen      Nederland: Provincies · Gemeenten